# Avignon
Avignon (klasični provansalski okcitanski: Avinhon ili Avignoun u mistralijanskom obliku, latinski: Avenio) je grad u Provansi u južnoj Francuskoj, najveći grad i prefektura departmana Vaucluse.

## Povijest

### Antičko doba
Područje gdje se nalazi današnji Avignon je naseljeno u ranoj povijesti, u današnjem sjevernom dijelu grada (le Rocher les Doms), gdje se nalazila keltska naseobina. Avenio tj. Avignon su osnovali Fokejci 539. pr. Kr. iz marseljske kolonije (Massilia), na području jednog galskog plemena. Za vrijeme rimske vladavine, grad je postao jedan od najprosperitetnijih gradova u Narbonskoj Galiji (Gallia Narbonensis). 
Danas nije ostalo puno dokaza iz tog vremena, osim dijelova foruma iz ulice Molière.

### Srednji vijek
Grad je bio teško oštećen u 5. stoljeću, u barbarskim provalama. Padao je u ruke Gotima, kraljevstvima Burgundije i Arlesa, Ostrogotima, te na kraju 612. godine, Francima pod vodstvom Teodorika I., merovinškog vladara Austrazije. 736. godine, grad je pao u ruke Saracenima, te su ga 737. razorili Franci pod vodstvom Karla Martela, zbog udruživanja s Arapima.
Nakon podjele carstva Karla Velikog, Avignon je postao dio kraljevstva Arlesa ili kraljevstva dvije Burgundije, te su ga držali grofovi Provanse i Forcalquiera, pa Toulousea i Provanse. Avignon je bio republika s konzularnom vladom od 1135. do 1146.
Krajem 12. stoljeća, proglašena je nezavisnost, koja je srušena 1226. u albižanskom pohodu, nakon što su građani odbili pustiti u grad kralja Luja VIII. i papinsko poslanstvo. 
7. svibnja 1251. godine, Avignon je dan u posjed grofovima Alfonza od Poitiersa (Alphonse de Poitiers) i Karlu Anžuvincu (Charles d’Anjou), braći kralja. Nakon smrti Alphonsea, 1271. godine, Filip III. je nasljedio njegov dio, te ga je 1285. predao svom sinu Filipu Lijepom. Tako je grad potpao pod francusku krunu.

### Razdoblje papā
Avignon je poznat kao staro sjedište poglavara Rimokatoličke Crkve.
1309. godine, papa Klement V. odabrao je Avignon kao svoju rezidenciju. U to vrijeme gradom i okolicom je vladala grofovija Venaissin, koja je bila pod kraljevima Sicilije iz plemićke dinastije Anžuvinci (Anjou). 9. ožujka 1309. godine, posjed je Ivana I. Napuljska, kraljica Napulja i grofica Provanse, prodala Klementu Šestom za 80 000 forinti.
Avignon je pripadao papinskoj stolici sve do 1791. godine, kada je u Revoluciji, vraćen u sastav Francuske. 
Ukupno su devet papā vladali iz Avignona, od toga dvoje antipapā. Grad je, umjesto Rima, bio papinsko središte do 13. siječnja 1377.
Pape koji su vladali iz Avignona:
- 1309. – 1316. Klement V.
- 1316. – 1334. Ivan XXII.
- 1334. – 1342. Benedikt XII.
- 1342. – 1352. Klement VI.
- 1352. – 1362. Inocent VI.
- 1362. – 1370. blaženi Urban V.
- 1370. – 1378. Grgur XI.
- 1378. – 1394. protupapa Klement VII.
- 1394. – 1423. protupapa Benedikt XIII.

Razdoblje avinjonskog papinstva se naziva i „babilonsko progonstvo” u usporedbi s biblijskim progonstvom Izraelaca. Kada je Grgur XI. vratio papinsko sjedište natrag u Rim, u Avignonu je postavljen legat. Pape su se vratili natrag u grad za vrijeme zapadnog raskola (1379. – 1411.). Od tada je opet gradom upravljao legat uz pomoć, od 1542. godine, vicelegata. 1691. godine, ukinuta je funkcija legata i gradom je upravljao vicelegat.
U razdoblju od 1335. do 1364. je građena papinska palača "Palais des Papes" koja je služila i u svrhu obrane papā, jer gradske utvrde nisu bile dovoljno jake. Zgrada je građena u gotičkom stilu, s vrlo debelim zidovima. Bila je korištena i kao vojarna za vrijeme Revolucije.

### Poslije odlaska papā
Avignon je preživio kao papinska enklava, iako je preko Rone postojao veliki francuski vojni garnizon u Villeneuve-lès-Avignonu. Francuski su kraljevi silno nastojali priključiti grad svojoj kruni. 1476. godine, Luj XI. je poslao vojsku u opsadu grada, zbog izbora Giuliana della Rovere za legata, umjesto njegovog izabranika Charlesa od Bourbona. Vojsku je povukao tak nakon što je njegov izabranik proglašen kardinalom. 1536. godine, Franjo I. je napao ovaj papinski teritorij kako bi istjerao tadašnjeg vladara Provanse Habsburgovca Karla V. 1583. godine, Henrik III. Valois je pokušao zamijeniti Saluzzo za Avignon, ali je papa Grgur XIII. to odbio.
1663. godine, kralj Luj XIV. je okupirao Avignon, izazvan napadom na svog veleposlanika u Rimu. Nakon isprike kardinala Chigija, iduće godine je grad vraćen. Još jedan pokušaj okupacije grada se dogodio i 1688. godine.
Kralj Luj XV., je nezadovoljan postupcima Klementa XIII., okupirao Papinske Države od 1768. do 1774., s odobravanjem stanovnika Avignona, nakon masakra kod La Glacièrea između papinskih pristalica i republikanaca. Nakon priključenja grada Francuskoj, za vrijeme Revolucije, 30. svibnja 1814. godine, papa je priznao Francuskoj suverenitet nad gradom. Kardinal Ercole Consalvi je bezuspješno pokušao vratiti grad Svetoj Stolici na Bečkom kongresu 1815. godine. Te iste godine u gradu je ubijen bonapartistički maršal Guillaume Marie Anne Brune, koga su likvidirali pristalice rojalista za vrijeme Bijelog terora.

## Zemljopis
Avignon se nalazi na lijevoj obali Rhône, te nedaleko od Durance. Avignon je na području koje nije prenaseljeno, te je puno parkova i vrtova. Grad je izložen žestokim vjetrovima, najviše maestralu.
Grad se nalazi u blizini Orangea (sjeverno), Nîmesa (jugozapadno), Arlesa (južno), i Salon de Provence (jugoistočno).

## Stanovništvo
| 1962.                  | 1968.  | 1975.  | 1982.  | 1990.  | 1999.  |
| ---------------------- | ------ | ------ | ------ | ------ | ------ |
| 72 717                 | 86 096 | 90 786 | 89 132 | 86 939 | 85 929 |
| Razvoj od 1962. godine |        |        |        |        |        |

## Uprava
Avignon je glavno mjesto departmana Vaucluse, okruga Avignon i četiri kantona :
- kanton Avignon-Est se sastoji od jednog dijela Avignona (uključujući Montfavet) i općine Morières-lès-Avignon (32 228 stanovnika)
- kanton Avignon-Nord se sastoji od jednog dijela Avignona i općine Pontet (33 028 stanovnika)
- kanton Avignon-Ouest se sastoji od jednog dijela Avignona (23 118 stanovnika)
- kanton Avignon-Sud se sastoji od jednog dijela Avignona (19 690 stanovnika)

Nadalje, Avignon je sjedište aglomerizacijske zajednice (communauté d’agglomération) Grand Avignon.
| Razdoblje     | Osoba                         | Stranka                |
| ------------- | ----------------------------- | ---------------------- |
| 1995. – 2008. | Marie-Josée Roig              | UMP                    |
| 1989. – 1995. | Guy Ravier                    | PS                     |
| 1983. – 1989. | Jean-Pierre Roux              | RPR                    |
| 1958. – 1983. | Henri Duffaut                 | PS                     |
| 1953. – 1958. | Édouard Daladier              | Radikalna soc. partija |
| 1950. – 1953. | Noël Hermitte                 | bez stranke            |
| 1948. – 1950. | Henri Mazo                    | RPF                    |
| 1947. – 1948. | Paul Rouvier                  | SFIO                   |
| 1945. – 1947. | Georges Pons                  | PCF                    |
| 1944. – 1945. | Louis Gros                    | SFIO                   |
| 1942. – 1944. | Edmond Pailheret              |                        |
| 1940. – 1942. | Jean Gauget                   |                        |
| 1929. – 1940. | Louis Gros                    | SFIO                   |
| 1928. – 1928. | Marius Jacquet                |                        |
| 1925. – 1928. | Louis Nouveau                 |                        |
| 1925.         | Louis Gros                    | SFIO                   |
| 1919. – 1925. | Ferdinand Bec                 |                        |
| 1910. – 1919. | Louis Valayer                 |                        |
| 1904. – 1910. | Henri Guigou                  |                        |
| 1903. – 1904. | Alexandre Dibon               |                        |
| 1888. – 1903. | Gaston Pourquery de Boisserin |                        |
| 1884. – 1888. | Paul Poncet                   |                        |
| 1881. – 1884. | Charles Deville               |                        |
| 1881.         | Eugène Millo                  |                        |
| 1878. – 1881. | Paul Poncet                   |                        |
| 1874. – 1878. | Roger du Demaine              |                        |
| 1871. – 1874. | Paul Poncet                   |                        |
| 1870. – 1871. | Paul Bourges                  |                        |
| 1865. – 1870. | Paul Poncet                   |                        |
| 1853. – 1865. | Paul Pamard                   |                        |
| 1852. – 1853. | Eugène Poncet                 |                        |
| 1850. – 1852. | Martial Bosse                 |                        |

| Razdoblje     | Osoba                            | Stranka |
| ------------- | -------------------------------- | ------- |
| 1848. – 1850. | Gabriel Vinay                    |         |
| 1848.         | Frédéric Granier                 |         |
| 1848.         | Alphonse Gent                    |         |
| 1847. – 1848. | Hyancinthe Chauffard             |         |
| 1843. – 1847. | Eugène Poncet                    |         |
| 1841. – 1843. | Albert d’Olivier de Pezet        |         |
| 1837. – 1841. | Dominique Geoffroy               |         |
| 1834. – 1837. | Hippolyte Roque de Saint-Prégnan |         |
| 1832. – 1833. | Balthazar Delorme                |         |
| 1830. – 1832. | François Jullian                 |         |
| 1826. – 1830. | Louis Pertuis de Montfaucon      |         |
| 1820. – 1826. | Charles Soullier                 |         |
| 1819. – 1820. | Louis Duplessis de Pouzilhac     |         |
| 1815. – 1819. | Charles de Camis-Lezan           |         |
| 1815.         | Hippolyte Roque de Saint-Prégnan |         |
| 1811. – 1815. | Guillaume Puy                    |         |
| 1806. – 1811. | Agricol Joseph Xavier Bertrand   |         |
| 1800. – 1806. | Guillaume Puy                    |         |
| 1799. – 1800. | Cadet Garrigan                   |         |
| 1798. – 1799. | Cadet Garrigan                   |         |
| 1797. – 1798. | Père Minvielle                   |         |
| 1796. – 1797. | Faulcon                          |         |
| 1796.         | Père Minvielle                   |         |
| 1795. – 1796. | Alexis Bruny                     |         |
| 1795.         | Guillaume Puy                    |         |
| 1793. – 1795. | Jean-François Rochetin           |         |
| 1793.         | Jean-André Cartoux               |         |
| 1792. – 1793. | Jean-Étienne Duprat              |         |
| 1791. – 1792. | Levieux-Laverne                  |         |
| 1790. – 1791. | Antoine Agricol Richard          |         |
| 1790.         | Jean-Baptiste d’Armand           |         |

## Sveučilište
Avinjonsko sveučilište je osnovano 1303. godine, bulom pape Bonifacija VIII., te sudjelovanjem Karla II., napuljskog i sicilijskog kralja, te grofa Provanse. Sveučilište je napravljeno od već postojećih škola, a naglasak je bio na građanskom i crkvenom pravu. Sveučilište je ukinuto za vrijeme Revolucije, 15. rujna 1793. Današnji nasljednik ovog sveučilišta je "Université d'Avignon et des Pays du Vaucluse", koje danas ima 7 642 studenta.

## Spomenici, muzeji i turistička mjesta
Stara jezgra Avignona je UNESCOv spomenik svjetske baštine (Popis mjesta svjetske baštine u Europi) od 1995. godine. On uključuje Papinsku palaču iz 14. stoljeća i most Saint-Bénezet (avinjonski most) iz 7. stoljeća. Avignon ima status grada povijesti i umjetnosti (Ville d’Art et d’Histoire). Grad je okružen bedemima unutar kojih se nalazi mnoštvo starih kuća. 
Muzeji u Avignonu :
- Collection Lambert
- Maison Jean Vilar
- Musée Angladon
- Musée Calvet
- Musée de l’Œuvre
- Musée du Mont-de-piété
- Musée du Petit Palais
- Musée lapidaire
- Musée Louis-Vouland
- Musée Requien
- Palais du Roure

U gradu se nalaze dva kina iz kinematografske mreže Utopia.

## Festivali
Avignon je poznat po svom kazališnom festivalu, a u gradu se održavaju i drugi festivali i manifestacije tokom cijele godine:
Siječanj
- Cheval Passion

Veljača
- Salon antikvara
- Les Hivernales d’Avignon, festival modernog plesa
- Les Oléades, maslinarska manifestacija

Ožujak
- Salon Auto-moto rétro

Travanj
- Proljetni sajam

Svibanj
- "Alterarosa, les roses que vous n’avez jamais vues" (Alterarosa, ruže kakve nikad niste vidjeli). Vrtna manifestacija u suradnji s Francuskim društvom za ruže: (više informacija na:   Arhivirana inačica izvorne stranice od 8. svibnja 2006. (Wayback Machine)).

Lipanj
- Lončarski sajam
- Avignon/New York & Avignon Film Festivals, euroamerički festival nezavisnih filmova
- Festival du Cor
- Ljetna izložba u palači papâ
- Fête du Rhône
- Glazbeni festival
- Triathlon du Pont d’Avignon

Srpanj
- Festival d’Avignon
Svake godine od 1947.
- Provansalski festival, kazališne predstave i glazba na provansalskom jeziku
- Obrtnički sajam za vrijeme festivala
- Avignon-Jazz Festival

Kolovoz
- Fête des Foins et des associations

Rujan
- Sajam rabljene robe
- Ban des vendanges
- Journées du patrimoine, (Dani baštine) nacionalna manifestacija

Listopad
- Festival stare glazbe
- Animal notre ami, životinjski salon
- Model Show, salon maketa

Studeni
- Festival des jeux de l’esprit
- Fête des Côtes du Rhône
- Les Automnales de l’orgue

Prosinac
- Božićni sajam

## Zbratimljeni gradovi
- Colchester (Ujedinjeno Kraljevstvo)
- Diourbel, (Senegal)
- Guanajuato, (Meksiko)
- New Haven (Connecticut), (SAD)
- Siena, (Italija)
- Tarragona, (Španjolska)
- Tortosa, (Španjolska)
- Wetzlar, (Njemačka)

## Slavni stanovnici
| - Joseph Agricol Viala - Armand de Pontmartin (grof), književnik - Jacques Pierre Agricol Mainvielle - Jean Alesi - Théodore Aubanel - Daniel Auteuil, rođen u Alžiru, ali je proveo djetinjstvo Avignon - Constant Bails - Yves Berger - Henri Bosco - Pierre Boulle - Jean Brunet - Cédric Carrasso - Emma Daumas - Alexandre de Rhodes - Jean Étienne Benoît Duprat - Marie-Justine-Benoîte Duronceray | - Paul Giera - René Girard - Édouard-Auguste Imer - Gil Jouanard - Bernard Kouchner - Mireille Mathieu - Olivier Messiaen - André Michel - Mazarine Pingeot-Mitterrand - Esprit Requien - Antoine Roussin - Jean-Marc Rouvière - Philippe Toussaint Joseph Bordone - Joseph Vernet - Jean Vilar, osnivač Avinjonskog festivala |

## Vanjske poveznice
- Službena stranica grada  Arhivirana inačica izvorne stranice od 15. siječnja 2007. (Wayback Machine)
- Službena stranica turističkog ureda
- Avignon i Provansa
- Avignon/New York & Avignon filmski festivali  Arhivirana inačica izvorne stranice od 23. listopada 2007. (Wayback Machine)
- les Hivernales d’Avignon
- Fotografije Avignona
- Avignon kazališni festival
- Avignon/New York & Avignon film festivals website  Arhivirana inačica izvorne stranice od 23. listopada 2007. (Wayback Machine)
- Sveučilište u Avignonu
- 91 fotografija Avignona  Arhivirana inačica izvorne stranice od 8. veljače 2007. (Wayback Machine)
- Spomen žrtvama u Avignonu
- Palača papā

|  | Portal Francuske – Pristup člancima s tematikom o Francuskoj. |